# ГЕС Колегіо
ГЕС Колегіо (Даріо Валенсія Сампер) — гідроелектростанція у центральній частині Колумбії. Знаходячись після ГЕС Лагунета, становить нижній ступінь каскаду на річці Богота, правій притоці Магдалени (впадає до Карибського моря в місті Барранкілья). 
Відпрацьована на станції Лагунета вода потрапляє у споруджений на Боготі невеликий балансувальний резервуар, звідки через лівобережний гірський масив прокладено дериваційний тунель довжиною біля 7,5 км. Він переходить у напірні водоводи довжиною по 4,7 км зі спадаючим діаметром від 2,4 до 1,9 метра, що спускаються по схилу до спорудженого на березі Боготи машинного залу. 
Станцію ввели в експлуатацію двома чергами – у 1967-му (La Junca, Колегіо І) та 1971-му (La Tinta, Колегіо ІІ). Кожна з них складається з трьох гідроагрегатів потужністю по 50 МВт, які працюють при напорі у 980 метрів.
На сайті власника ГЕС – компанії EMGESA – її потужність наразі зазначена як 150 МВт. Це може пояснюватись програмою відновлення гідроагрегатів, яку провадять у 2010-х роках на станціях боготійського каскаду.